# Plaça del Raspall
La Plaça del Raspall és una plaça del barri de Gràcia de Barcelona en un entrant del carrer de Tordera i accessible pel carrer Samsó, el carrer del Profeta i el carrer de Tagamanent. Tradicionalment, la plaça del Raspall ha estat punt de trobada de la comunitat gitana gracienca (és a pocs metres de la plaça del Poble Romaní).
La plaça ha tingut múltiples noms oficials fins a imposar-se el popular de Raspall. Majoritàriament es creu que el nom ve donat a causa de la fàbrica de raspalls que hi havia al número 2 de la plaça a mitjans del segle xix. L'establiment tenia un raspall gegant a la porta seguint l'estil publicitari de l'època. Erròniament també es van plantejar d'altres orígens alternatius com que era en honor de l'alcalde gracienc Josep Raspall i Serra o al metge socialista francès François Vincent Raspail.

## Descripció
És una plaça petita, rectangular i arbrada, envoltada principalment de cases del segle xix, encara que també n'hi ha de contemporànies. Tres d'elles van ser edificades el 1863, 1864 i 1894, tal com es pot comprovar en les inscripcions de la façana. La plaça només té dues cases numerades (1 i 2), perquè la resta són numerades pels carrers de Tordera, Samsó i del Profeta. Disposa de vuit bancs de fusta, quatre a banda i banda. Compta també amb una font de ferro contemporània de tres brocs.

## Història
La plaça va ser anomenada oficialment de la Igualtat des dels voltants de 1850 i fins que Gràcia fou incorporada com a part del municipi de Barcelona el 1897. Es va imposar el canvi per evitar la duplicitat amb la plaça homònima, actualment de Sant Agustí Vell, al barri de Sant Pere de Barcelona. El nom nou de plaça Roque Barcia, en homenatge al polític republicà espanyol, s'oficialitzà el 1907 i es mantingué fins a l'època franquista. Va ser reanomenada l'any 1942 a plaça Madre Vedruna per tal d'adequar-se més a l'ideari de la dictadura, tot i que les plaques de la plaça s'actualitzaren per les de Santa Joaquima de Vedruna un cop la religiosa fou canonitzada. Malgrat el reguitzell de noms oficials, des de mitjans del segle xix la plaça era coneguda popularment per Raspall, nom que seria oficialitzat el juliol de 1982.
Disposava d'una font de pedra amb dos brocs i situada al bell mig de la plaça; s'erigia com una columna amb vores aixamfranades. Es mantingué fins que després de la guerra civil fou substituïda per una font de ferro al marge occidental.
El veïnat de la plaça ha participat intermitentment a la Festa Major de Gràcia des de 1909. En el seu any d'estrena decidiren suspendre els actes previstos i organitzaren una recapta per als presos fruit de la Setmana Tràgica. Durant anys s'han muntat envelats, s'ha guarnit l'espai i han actuat orquestres conegudes de l'època. Entre les actuacions més destacades hi hagué la de La Fura dels Baus. En els darrers anys, és un dels epicentres de les festes alternatives de Gràcia, el qual és organitzat per l'ateneu independentista La Barraqueta.
En una de les cases que envolta la plaça hi va viure el gracienc Pere Duart i Bonafont, conegut per ser el primer investigador de la història de la Vila de Gràcia, alhora que dibuixant local.